# 卡尼瑪
〈卡尼瑪〉（英語：Kanimaa）是一首印度泰米爾語歌曲，由桑托什·納拉亞南為泰米爾語電影《黑道逆行》（2025年）的原聲帶所譜寫。本歌由桑托什與印度合唱團（The Indian Choral Ensemble）聯袂演唱，維維克作詞，繼電影首支單曲〈玻璃花〉（Kannadi Poove）之後對外發表。
2025年3月21日，〈卡尼瑪〉作為電影第二首單曲透過唱片公司T-Series發表。同一天，歌詞版在YouTube上線。歌曲的泰盧固語版本名為〈布扎瑪〉（Bujjamma），由希亞姆·卡薩拉（Shyam Kasarla）填詞，而印地語版本〈阿納卡利〉（Anarkali）的歌詞則由拉齊布·阿拉姆（Raqueeb Alam）寫成。〈卡尼瑪〉在電影中出現於動作、文戲和主演舞蹈組成的15分鐘長鏡頭片段；桑托什也在歌曲中客串演出。本歌一發表，便獲得了外界的熱烈迴響，並開始在網路上流行起來。《黑道逆行》的主演蘇芮亞與普嘉·哈格黛在歌曲跳的勾步舞廣受歡迎。哈格黛尤其受到外界好評，並被Bollywood Hungama網站稱為「勾步女王」（Queen of Hookstep）。
本歌發表後取得商業成功，在《告示牌》印度歌曲榜和英國亞洲音樂榜上名列前茅。

## 背景及錄音
〈卡尼瑪〉由桑托什·納拉亞南為泰米爾語電影《黑道逆行》（2025年）所譜寫，成為他與蘇芮亞的首次合作，也是與導演卡錫克·蘇布拉的第八次合作。維維克為本歌作詞。劇組在拍攝MV時，沒有固定的歌詞或音樂。後來，桑托什調整了音樂以配合舞蹈動作，並相應地修改了歌詞。
本歌是桑托什在清奈的未來時態工作室（Future Tense Studios）所錄製。歌曲由印度合唱團（The Indian Choral Ensemble）、阿帕娜·哈里庫馬爾（Aparna Harikumar）、尼迪·薩拉奧吉（Nidhi Saraogi）、蘇什米塔·納拉辛漢（Sushmita Narasimhan）、斯里坎特·哈里哈蘭（Sreekanth Hariharan）、斯里達爾·拉梅什（Shridhar Ramesh）和卡提克揚·馬尼卡瓦薩卡姆（Karthik Manickavasakam）合唱。

## 作曲及歌詞
本歌的概念源自於蘇布拉、桑托什與維維克的閒聊。本歌受到了傳統泰米爾婚禮音樂的影響，採用了1990年代風格的（婚禮民謠）節奏，旨在喚起人們對傳統婚禮歌曲的懷舊之情。歌曲最初的結構是：前奏—副歌—合唱。桑托什使用了鼓，並加入了小號來演奏旋律。本歌的的特色是以舞蹈為主，節奏充滿活力。桑托什後來為聽眾和其他樂手對歌曲進行了分解联奏。
〈卡尼瑪〉的原文為泰米爾語單字，亦出現於歌詞中，該單字有多種譯法：「甜心」、「女神」和「神聖」。諸如、等著名歌詞，作為歌曲的伴唱，提升了歌曲的朗朗上口的旋律。

## 行銷及發行
電影首支單曲〈玻璃花〉（Kannadi Poove）大獲成功後，第二支單曲也備受外界期待。蘇布拉宣布，本歌將於2025年3月19日發表，當天也是他的生日，作為給粉絲的驚喜禮物。3月20日，製片方公開了本歌的預告片。桑托什在歌曲發表之前，在推特上分享了本歌的搞笑舞蹈版本。〈卡尼瑪〉於2025年3月21日發表；歌曲立即廣受歡迎。

## MV
MV中，帕里韋爾·坎南（Paarivel Kannan，蘇芮亞飾演）與露克米妮（Rukmini，普嘉·哈格黛飾演）在他們的婚禮上隨著歌曲起舞。喬朱·喬治和辛甘布利等人也參與了表演。桑托什也在歌曲中客串演出。
〈卡尼瑪〉是電影中15分鐘長鏡頭片段的一部分，片段包含了主演的動作、文戲及舞蹈。編舞家謝里夫稱，此片段是電影史中第一次在15分鐘內結合了動作、文戲和舞蹈。MV中，蘇芮亞神情嚴肅、板著臉，而哈格黛則表情愉悅，分別反映了兩人在電影中的角色。劇組還拍攝了另一版本的歌曲，蘇芮亞與哈格黛都露出了愉悅的表情，並作為彩排影片獨家發表。後來，製片方稱彩排版的歌曲並非正片的內容，僅為粉絲推出。
導演蘇布拉的每一部電影中都會出現的幾支常見舞步也在本歌中出現。謝里夫應要求，為本歌準備了能在社群媒體上瘋傳的勾舞步。

## 反響
Pinkvilla的斯里賈尼·達斯（Srijony Das）讚賞：「一首讓人忍不住打拍子的歌」。《放縱快報》的阿特雷耶·波達爾（Atreyee Poddar）將本歌描述為「氣氛妙材」。《政治家報》對〈卡尼瑪〉發表讚譽：「這首歌完美融合了輕快的節奏與易於模仿的編舞，使其成為下一支轟動的連續短片及翻唱舞曲。」《德干紀事報》則評論道：「這首歌曲主打動感的節奏、激動人心的音樂，以及普嘉·哈格黛令人上癮的勾步。」
Times Now頻道的賴莎·納斯林（Raisa Nasreen）撰文稱：「婚禮民謠〈卡尼瑪〉出自桑托什·納拉亞南之手，他本人也曾與印度合唱團合作演唱，維維克則負責作詞。本歌以婚禮為背景，將90年代婚禮的舞步節奏演繹得淋漓盡致。」《自由新聞報》的拉胡爾·M（Rahul M）稱讚了歌曲的創意：「此歌的視覺上主打了一場傳統的泰米爾婚禮，人們歡快地跳舞慶祝。畫面中，人們穿著色彩鮮豔的服裝，洋溢著喜氣的氣氛。」

## 其他版本
〈卡尼瑪〉也以泰盧固語版本〈布扎瑪〉（Bujjamma）發表，由希亞姆·卡薩拉（Shyam Kasarla）填詞。而印地語版本則名為〈阿納卡利〉（Anarkali），歌詞則由拉齊布·阿拉姆（Raqueeb Alam）寫成。所有版本均由桑托什和印度合唱團演唱。

## 影響力
〈卡尼瑪〉在發表後的幾小時內點擊量就突破了1000萬次，幾天內突破了2000萬次。歌曲一發表便開始在網路上流行起來。〈卡尼瑪〉得到了觀眾的正面評價，人們對其音樂、聲樂和舞蹈都大加讚賞。歌曲也很快就開始在幾個音樂平台上流行起來。〈卡尼瑪〉提高了觀眾的期望，也增加了《黑道逆行》的預售額。
蘇芮亞與哈格黛在MV中展現的勾步舞迅速走紅，在泰米爾地區民間成為一股流行文化現象。社群媒體上出現了許多短片，人們隨著音樂表演並重現舞蹈片段。身穿紗麗的哈格黛所跳的舞步，加上露出的表情，得到了大眾的稱讚，並為此獲得了「表情女王」（Expression Queen）的稱號。她的舞步也被外界拿來與她之前的熱門歌曲〈籃子娃娃〉、〈阿拉伯出擊〉及〈拉穆魯·拉穆拉〉作比較。Bollywood Hungama網站則稱她為「勾步女王」（Queen of Hookstep）。哈格黛常在電影宣傳中重現這段走紅的舞蹈。2025年4月18日，她在清奈的賈瓦哈拉爾·尼赫魯體育場舉行的電影音樂發表會上與一萬多名粉絲一起現場表演了勾步舞。《印度時報》的一位評論家指出，本歌「因其朗朗上口的曲調和普嘉·哈格黛令人著迷的舞蹈表演而備受關注，並迅速在Instagram連續短片上走紅。」
許多名人，如卡錫、賽·丹西卡、拉維娜·達哈、絲瓦西卡、普莉亞·普拉卡什·瓦里爾、黛維卡·南比阿爾、阿希卡·蘭加納斯等都模仿了本歌的招牌舞步。

## 製作人員
取自YouTube的製作人員名單：
- 桑托什·納拉亞南：作曲家、歌手、編曲家、籌備師
- 維維克（英语：Vivek (lyricist)）：作詞家
- 印度合唱團（The Indian Choral Ensemble）：聲樂
- 謝里夫（英语：Sherif (choreographer)）：編舞家
- 魯彭德·文卡特什（Rupendar Venkatesh）：混音師、母帶後製師
- 納文·納皮爾（Naveen Napier）：貝斯
- 卡爾提克瓦姆西（Karthikvamsi）：節奏設計師
- 維傑：小號
- 馬克西（Maxi）：小號
- 班：小號
- 瑪麗亞潘（Mariyappan）：鼓
- 佛陀藝術團體（英语：Buddhar kalaikuzhu）：錄製

## 榜單
歌曲一發布就獲得了觀眾的廣大好評，在《告示牌》印度歌曲榜和英國亞洲音樂榜上名列前茅，商業成績不俗。
| 榜單（2025年）        | 巔峰排名 |
| --------------------- | -------- |
| 印度（《告示牌》）    | 17       |
| 英國亞洲音樂榜（OCC） | 23       |

## 備註
1. ↑  意為「甜心」。